# Papyrus des Hunefer

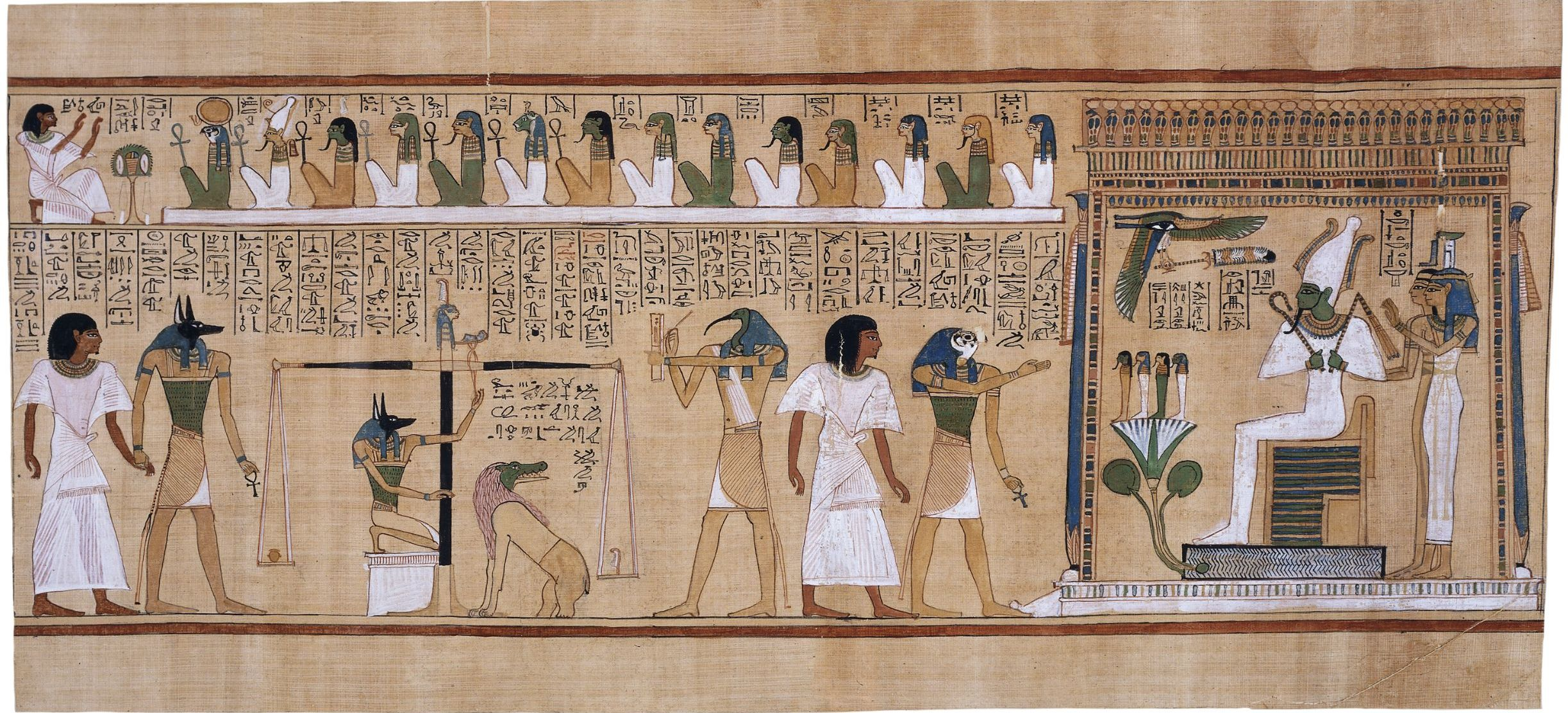
Papyrus des Hunefer (19. Dynastie), British Museum, Inventarnummer EA 9901 mit Totengericht.

Der Papyrus des Hunefer ist eine Kopie des Ägyptischen Totenbuches und wird dem Schreiber Hunefer während der 19. Dynastie des  alten Ägyptens um 1300 v. Chr. zugeordnet. Hunefer hatte die Titel Schreiber der göttlichen Opfergaben und Aufseher des königlichen Viehs inne, zudem war er Verwalter des Pharaos Sethos I.
Der Papyrus stellt eines der klassischen Textbeispiele und Illustrationen des Ägyptischen Totenbuches dar und befindet sich heute im Londoner British Museum. Sein Erhaltungszustand ist gut, die großen und klaren Abbildungen sind äußerst qualitätvoll gezeichnet und bemalt. Die Vignette, die das Mundöffnungsritual illustriert, ist eines der berühmtesten Papyrusstücke in der Sammlung des British Museum und enthält zahlreiche Informationen zu diesem Teil der Bestattungszeremonie.

## Inhalt

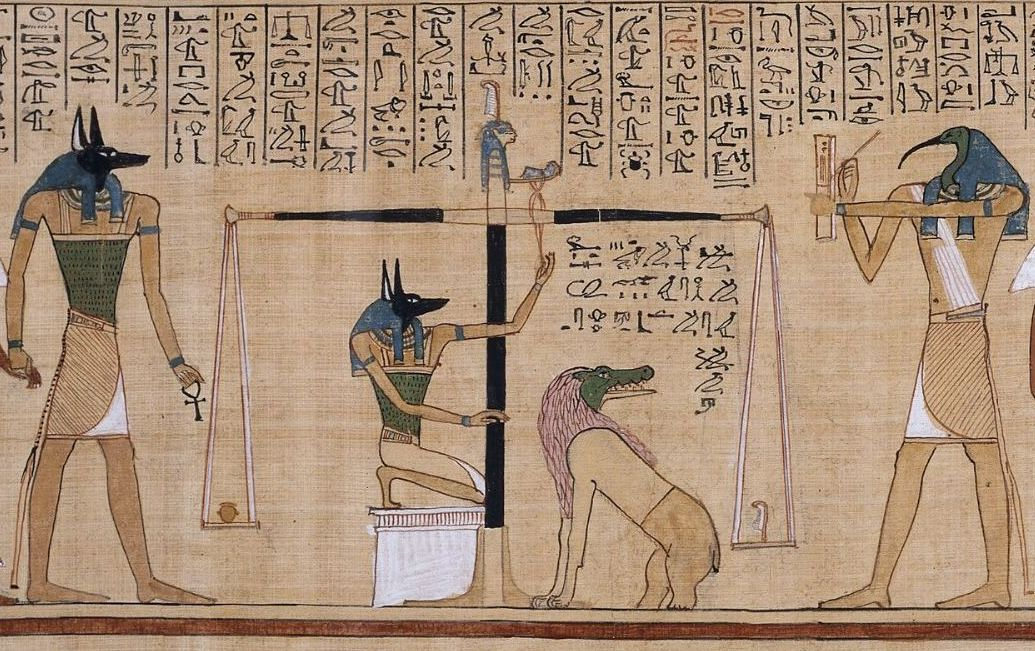
Papyrus des Hunefer – Wägung des Herzens

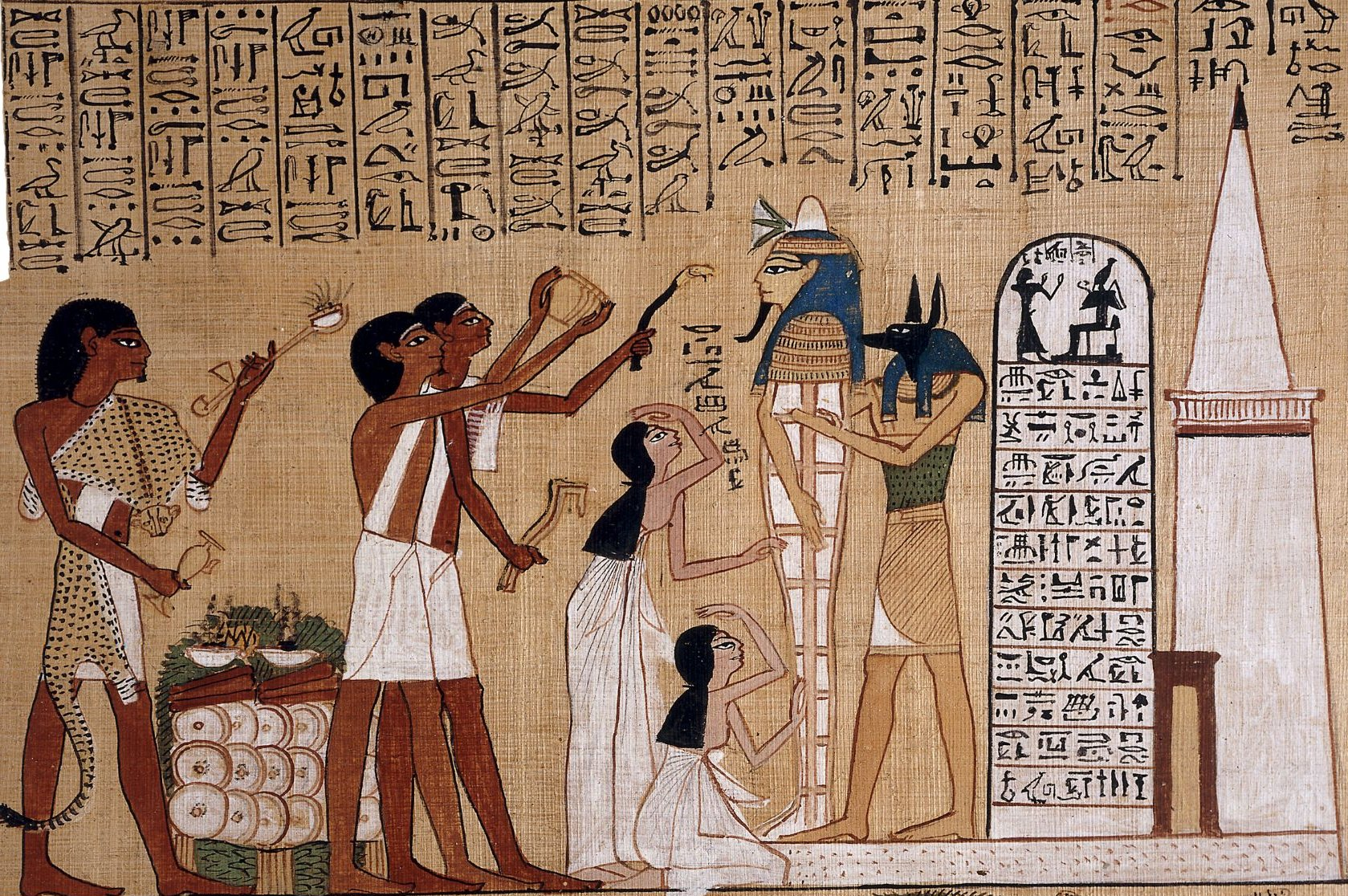
Papyrus des Hunefer – Mundöffnungszeremonie

Der tote Hunefer kniet im schmalen Fries über der Hauptszene betend vor 14 Gottheiten: Re, die Neunheit von Heliopolis (außer Seth) sowie Personifikationen von Hu („Ausspruch“), Sia („Erkenntnis“) sowie der „Südlichen“, „Nördlichen“ und „Westlichen Wege“. Der schakalköpfige Anubis führt den toten Hunefer zum Gericht. Auf dem Podest kniend wiegt er das Herz des Verstorbenen gegen die Feder der Maat auf (Psychostasie), während Ammit wartet, ob sie das Herz des verurteilten Toten fressen soll oder nicht. Thot protokolliert das Ergebnis. Am Ende wird Hunefer, der bestanden hat, von Horus dem Osiris präsentiert, der in seinem Schrein mit Isis und Nephthys sitzt. Sein Thron steht auf dem Natronsee, aus dem eine Lotosblume wächst, worauf die vier mumiengestaltigen Horussöhne stehen. Die Vorstellung des Totengerichts war zunächst nur auf den Pharao selbst und seine engsten Vertrauten beschränkt. Im Mittleren Reich sollte nach erfolgreicher Prüfung durch das Totengericht die Ba-Seele als Träger der unvergänglichen Kräfte im Jenseits wieder mit dem Körper des Toten vereint werden. Die oftmals als Vogel dargestellte Seele hatte zunächst eine von Dämonen und anderen Gefahren bedrohte Reise durch die Unterwelt zu bestehen. Im Neuen Reich erhielt das Totengericht erstmals kanonische Vorschriften. Die möglichen „Anklagepunkte“ waren nunmehr bekannt, das Leben vor dem Tod konnte an die Gesetze des Totengerichts angepasst werden. Das Gericht wurde von Osiris geleitet; 42 auch dämonisch aufgefasste Totenrichter (Gaugötter) entschieden, welche Ba-Seelen in das Duat, das Jenseits, übertreten durften. Bei einem Scheitern drohte der Aufenthalt in der Keku-semau, der Finsternis, die nicht von den lebensbringenden Strahlen der Nachtsonne erreicht werden konnte. Der Besitz des Totenbuchs stellte dabei bereits einen magischen Schutz dar, um die 82 negativen Schuldbekenntnisse gemäß Kapitel 125 des Totenbuches zu bestehen. Als Vorläufer des Totenbuchspruches 125 diente das wohl aus dem Mittleren Reich stammende Buch vom Tempel, das ähnliche negative Schuldbekenntnisse für Priester enthält.

## Fundgeschichte
Von Hunefers ehemaliger Grabausstattung ist einzig eine vielfarbige Holzstatuette mit dem Namen des Verstorbenen bekannt, die den Gott Osiris-Sokar darstellt. Während der Beerdigung wurde der Papyrus des Hunefer aufgerollt und danach in ein Geheimfach auf der Rückseite dieser Statuette gelegt. Anschließend wurde beides zusammen in seinem Grab deponiert, das sich nach anderer Annahme einst in Luxor befand. Die Statuette mit ihrem Inhalt wurde Mitte des 19. Jahrhunderts von Plünderern entdeckt und von dem französischen Arzt und Sammler ägyptischer Altertümer Antoine Barthélémy Clot (1793–1868), der in Ägypten Clot Bey genannt wurde, gekauft. Dieser war damals bei der ägyptischen Regierung angestellt und verkaufte seinerseits per Auktion 1852 die Statuette und den Papyrus an das British Museum in London, nachdem er im April 1849 Ägypten verlassen hatte und nach Marseille gegangen war.

## Einordnung als früher Comic
In der Comicforschung wird der Papyrus des Hunefer als eines der frühesten bekannten Beispiele sequenzieller Bild-Erzählung betrachtet. Die im Papyrus dargestellten Szenen sind laut Andreas C. Knigge ein frühes Beispiel für sequentielles Erzählen in Schrift und Wort. So erkennt Eckart Sackmann in der Szene von der Wägung des Herzens eine Sequenz mit drei Bildern und Dialogtext, der einzelnen handelnden Figuren zugeordnet wird, wie es sich später durch Sprechblasen etabliert hat.